# Best of the Ozark Mountain Daredevils (Nuclear Fishin')
Best of the Ozark Mountain Daredevils (Nuclear Fishin') è un album raccolta della The Ozark Mountain Daredevils, pubblicato (solo in Canada) dalla A&M Records nel 1980.

## Tracce
Lato A
1. Jackie Blue – 4:10 (Larry Lee, Steve Cash) – Tratto dall'album It'll Shine When It Shines (1974)
2. Following the Way That I Feel – 3:35 (Larry Lee) – Tratto dall'album Don't Look Down (1977)
3. Road to Glory – 4:54 (Randle Chowning) – Tratto dall'album The Ozark Mountain Daredevils (1973)
4. You Know Like I Know – 4:05 (Larry Lee) – Tratto dall'album Men from Earth (1976)
5. Leatherwood – 3:56 (Randle Chowning) – Tratto dall'album The Car Over the Lake Album (1975)
6. Fly Away Home – 2:50 (John Dillon) – Tratto dall'album Men from Earth (1976)

Lato B
1. If You Wanna Get to Heaven – 3:04 (Steve Cash, John Dillon) – Tratto dall'album The Ozark Mountain Daredevils (1973)
2. Homemade Wine – 2:37 (Larry Lee) – Tratto dall'album Men from Earth (1976)
3. You Made It Right – 3:44 (John Dillon) – Tratto dall'album It'll Shine When It Shines (1974)
4. Country Girl – 3:14 (Randle Chowning) – Tratto dall'album The Ozark Mountain Daredevils (1973)
5. Walkin' Down the Road – 3:26 (John Dillon) – Tratto dall'album It'll Shine When It Shines (1974)
6. Keep on Churnin' – 2:53 (John Dillon) – Tratto dall'album The Car Over the Lake Album (1975)

## Musicisti
A1, B3 e B5
- John Dillon - voce, chitarra, tastiere, dulcimer, armonica
- Randle Chowning - voce, chitarra, mandolino, chitarra resonator
- Steve Cash - voce, armonica, percussioni
- Buddy Brayfield - voce, tastiere
- Michael Granda - voce, basso, chitarra
- Larry Lee - voce, batteria, tastiere, chitarra

A2
- John Dillon - voce, chitarra, fiddle
- Steve Canaday - voce, chitarra, batteria
- Rune Walle - chitarra, sitar, banjo
- Jerry Mills - mandolino
- Steve Cash - voce, armonica, percussioni
- Ruell Chappell - voce, tastiere
- Michael Granda - voce, basso, chitarra acustica
- Larry Lee - voce, batteria, chitarra acustica, sintetizzatore

A3, B1 e B4
- John Dillon - chitarra elettrica, chitarra acustica, fiddle, mouthbow, percussioni, voce, mandolino, autoharp, dulcimer
- Steve Cash - voce, armonica, percussioni
- Randle Chowning - chitarra elettrica solista, chitarra acustica, armonica (harp), voce, chitarra national steel
- Buddy Brayfield - pianoforte, clavicembalo, organo, voce, percussioni
- Michael Granda - basso, percussioni, chicken squawks
- Larry Lee - voce, percussioni, sega musicale (saw), chitarra acustica, batteria, saw and board
- Elizabeth Anderson - accompagnamento vocale
- Sidney Cash - accompagnamento vocale
- Janet Lee - accompagnamento vocale
- Donald Bromage - accompagnamento vocale

A4, A6 e B2
- John Dillon - chitarre, dulcimer, fiddle, voce
- Buddy Brayfield - tastiere, oboe, voce
- Rune Walle - chitarre, mandolino, banjo
- Steve Cash - armonica (harp), percussioni
- Michael Granda - basso, voce
- Larry Lee - batteria, chitarre, tastiere, voce
- Bill Jones - corno, flauti, sintetizzatore
- Randle Chowning - chitarre, voce
- Steve Canaday - batteria, fair witness
- Connie Canaday - accompagnamento vocale
- Bobbye Hall - congas, percussioni
- Jerry Mills - mandolino

A5 e B6
- John Dillon - chitarre, mandolino, armonica (harp), voce
- Randle Chowning - chitarre, mandolino, armonica (harp), voce
- Steve Cash - armonica (harp), voce
- Buddy Brayfield - pianoforte, pianoforte elettrico, organo
- Mike Granda - basso
- Larry Lee - batteria, chitarra acustica, sintetizzatore
- Bill Johns - corno, arrangiamenti
- Weldon Myrick - chitarra pedal steel
- Nancy Blake - violoncello
- Farrell Morris - campana (orchestra bells)

Produttori
- David Anderle e Glyn Johns (A1, A3, B1, B3, B4 e B5)
- David Kershenbaum (A2)
- David Anderle (A4, A5, A6, B2 e B6)